# Université hébraïque de Jérusalem
L'université hébraïque de Jérusalem (en hébreu האוניברסיטה העברית בירושלים, prononciation : hā’Universitah hā‘Ivrith b'Yirūšāláyim, en anglais The Hebrew University of Jerusalem) couramment abrégée HUJI, dont la majorité des campus se situent dans la ville de Jérusalem, est l'une des principales universités situées en Israël.
Fondée en 1918 et inaugurée en 1925 en présence de nombreuses personnalités dont le physicien nucléaire Albert Einstein, le psychanalyste Sigmund Freud, le financier et leader politique sioniste Chaim Weizmann ou le philosophe, théologien et pédagogue Martin Buber, mais également de représentants du gouvernement britannique et des communautés confessionnelles juives, musulmanes et chrétiennes de Palestine mandataire, et avec l'appui d'autres personnalités dont Tzvi Herman Shapira, elle est historiquement la deuxième plus ancienne des huit universités israéliennes, inaugurée un an après l'Institut de technologie d'Israël (ou Technion) fondé en 1912 et inauguré en 1924 à Haïfa.
L'université abritait jusqu'à peu la Bibliothèque nationale d'Israël qui constitue la plus grande bibliothèque publique de l'État d'Israël.

## Histoire

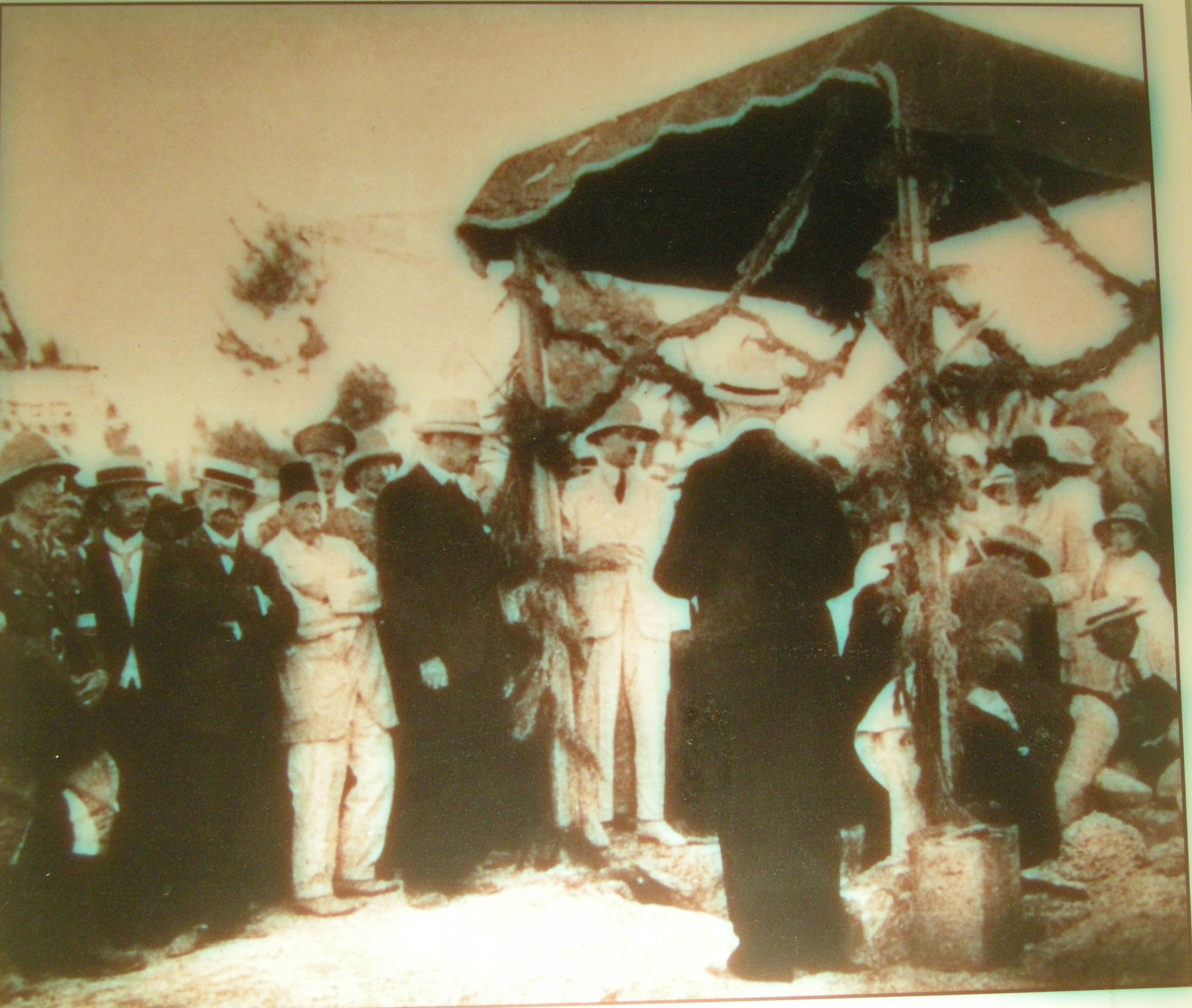
Fondation de l'université hébraïque et pose de la pierre angulaire au mont Scopus, 1918.

Le projet d'une université où un enseignement scientifique et sécularisé se ferait en hébreu moderne, par opposition au yiddish, a pris forme relativement tôt dans la pensée des chefs du mouvement politique sioniste. Il fut formulé pour la première fois par Tzvi Herman Shapira en 1884 puis appuyé par des intellectuels et partisans socialistes-révolutionnaires ashkénazes russes, lituaniens et polonais, membres du Bund à partir de 1897. La diffusion de l’hébreu moderne, qui connut un réel renouveau dès le tout début du XXe siècle grâce aux efforts d'Éliézer Ben-Yehoudah et d'autres figures importantes du sionisme politique, participa à la légitimation du projet.
La création de l'université fut publiquement proposée pour la première fois en 1884 à la conférence de la société Hibbat Zion de Kattowitz par des intellectuels juifs ashkénazes réformés et socialistes. Un grand promoteur et architecte de cette idée fut ensuite Albert Einstein, physicien juif autrichien puis apatride et finalement helvético-américain. Einstein légua toute son œuvre et ses écrits à l'université à sa mort. Ces documents sont aujourd'hui conservés à la Bibliothèque Albert-Einstein, située dans l’enceinte de l'université.

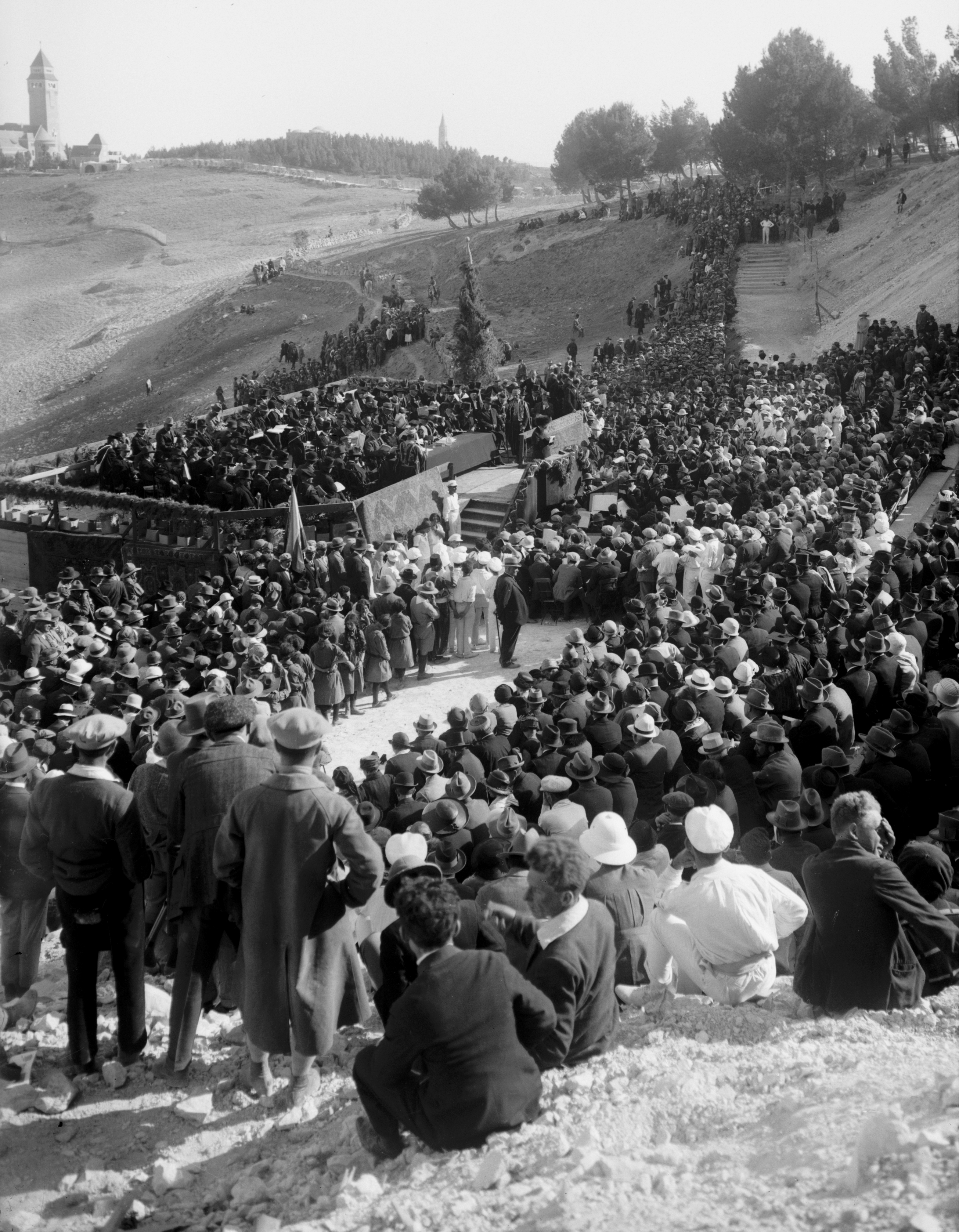
Inauguration de l'université hébraïque de Jérusalem au mont Scopus, 1925.

La première pierre de l'université fut posée en 1918 à Jérusalem sur le mont Scopus, alors sous juridiction de l'armée britannique à la suite de la victoire en 1917 du Royaume-Uni sur l'Empire ottoman. 

Sept ans plus tard, le 1er avril 1925, l'ouverture officielle du premier campus de l'université, situé sur le mont Scopus à Jérusalem, fut célébrée en présence des leaders du monde juif dont le gouverneur et académicien Chaim Weizmann ainsi que des figures municipales et des dignitaires britanniques dont Arthur Balfour, Edmund Allenby et Herbert Samuel. Ce dernier fut  l’un des principaux architectes politiques du projet sioniste durant l’époque de la Palestine mandataire britannique. Le premier chancelier de l'université fut le docteur Judah Magnes (en).

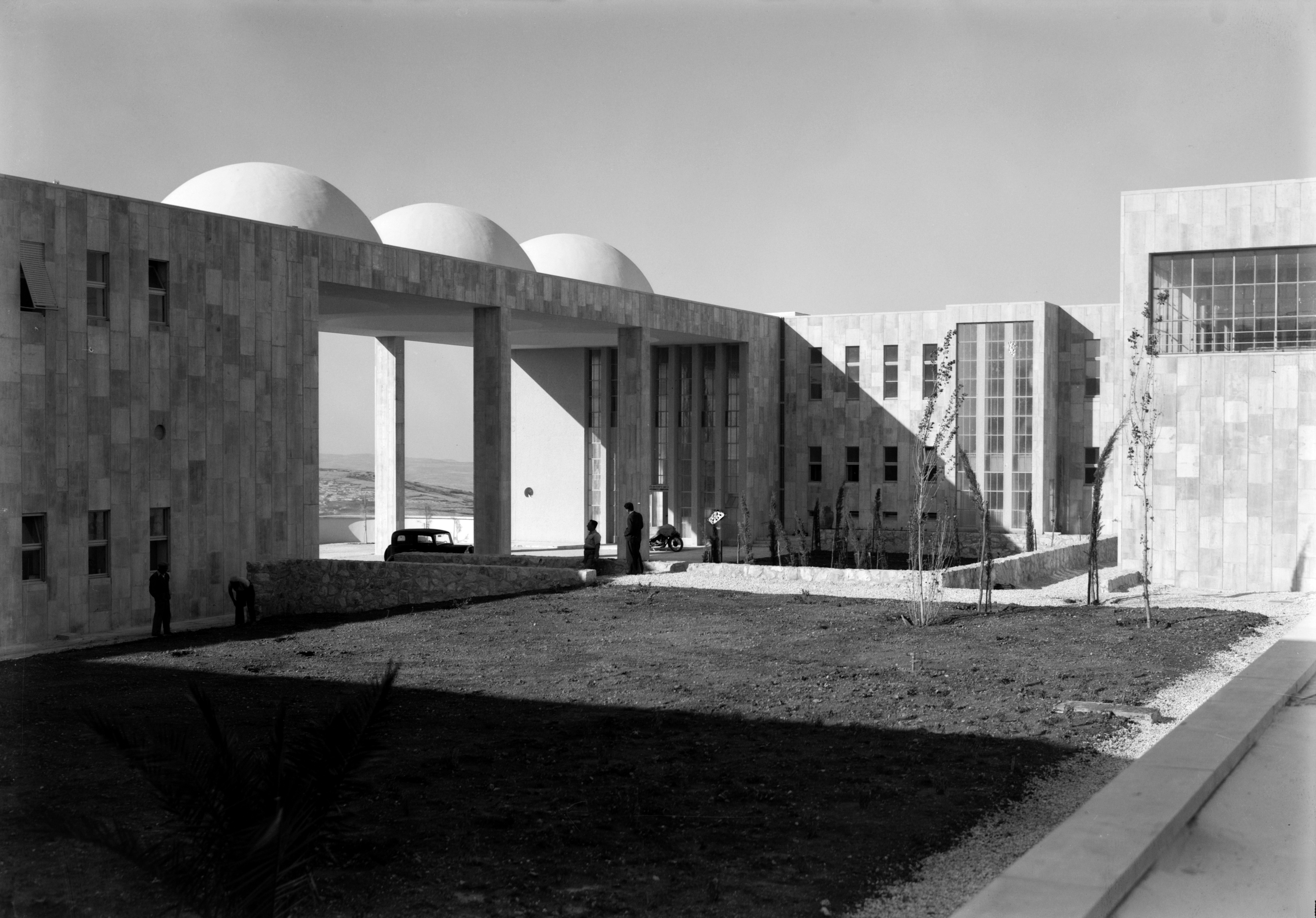
Hôpital universitaire au mont Scopus - 1934.

Dès 1947, et plus encore après l’indépendance d’Israël en 1948, l'université se développe considérablement et devient un institut public d'enseignement et de recherche majeur. Elle comprenait alors déjà des facultés en humanités, sciences, médecine, éducation et agriculture. La dernière, excentrée, se situe à Rehovot.
La bibliothèque nationale juive, devenue plus tard Bibliothèque nationale d'Israël, s'y trouve, ainsi qu'un centre de formation continue pour adultes.
Durant la guerre d'indépendance en 1948, le site de l'université fit l'objet d'une âpre lutte, car sa situation, au nord-est de la future capitale, le rendait particulièrement vulnérable à une occupation palestienienne.
Isolé au cours des combats du reste de la ville, le mont Scopus se trouva, après l'Armistice de 1949, inclus dans la partie de la ville annexée par la Jordanie.
Quand en contradiction avec les accords d'armistice de 1949, le gouvernement jordanien interdit aux Israéliens l'accès à l'université, cette dernière fut contrainte de s'installer temporairement à Givat Ram, dans la partie occidentale de Jérusalem. Elle ne reprit une activité normale qu'en 1953.
Quelques années plus tard, en même temps que l'organisation médicale Hadassah, un campus de sciences médicales fut inauguré dans le quartier d'Ein Kerem, situé dans le sud-ouest de la ville de Jérusalem.
Jusqu'en 1967, les étudiants, alors au nombre de 12 000, étaient dispersés entre les différents campus de Jérusalem et la Faculté d'agriculture à Rehovot.
Après la guerre des Six Jours, l'université hébraïque retrouva ses locaux initiaux, reconstruits, modernisés et officiellement réinaugurés en 1981, les bâtiments d'origine ayant été endommagés lors des combats. L'effectif de l'université progresse alors constamment. Il passe la barre des 25 000 étudiants au milieu des années 2000.
L'université est de nouveau touchée par la violence le 31 juillet 2002 quand un résident palestinien de Jérusalem-Est, membre d'une cellule du Hamas, fait exploser une bombe dans une cafétéria sur Frank Sinatra Center sur le campus du Mont Scopus. Neuf personnes sont tuées (5 Israéliens, 3 citoyens américains et 1 citoyen franco-israélien) par l'explosion et une centaine blessées. Le Hamas revendique la responsabilité de cette attaque, qui intervient quelques jours après l'assassinat du commandant militaire des Brigades Izz al-Din al-Qassam Salah Shehadeh par Tsahal
Pendant la guerre de Gaza (depuis 2023) l'établissement est visé par l’extrême droite israélienne après que des étudiants ont organisé un rassemblement afin de rappeler la mémoire de la Nakba, l’exode forcé de Palestiniens en 1948. Des mouvements d’extrême droite ont réclamé des sanctions et le ministère de l’Éducation a annoncé vouloir couper les budgets de l’université.

## Enseignement
L'université hébraïque de Jérusalem a développé une renommée mondiale pour ses enseignements dans les sciences dures, la psychologie, l’économie, la théologie et les études religieuses, domaine dans lequel elle possède d'abondantes ressources pédagogiques comprenant notamment la plus grande collection mondiale d'études juives. L’université a formé de nombreux enseignants faisant autorité dans cette discipline, dont Gershom Scholem, Yeshayahu Leibowitz et Robert Aumann.
Ses diplômés comprennent de nombreux prix Nobel en sciences et en économie. Le Conseil israélien pour l'enseignement supérieur a récemment classé les universités israéliennes selon le critère d'excellence académique et l’Université hébraïque a reçu le meilleur classement. 

### Facultés

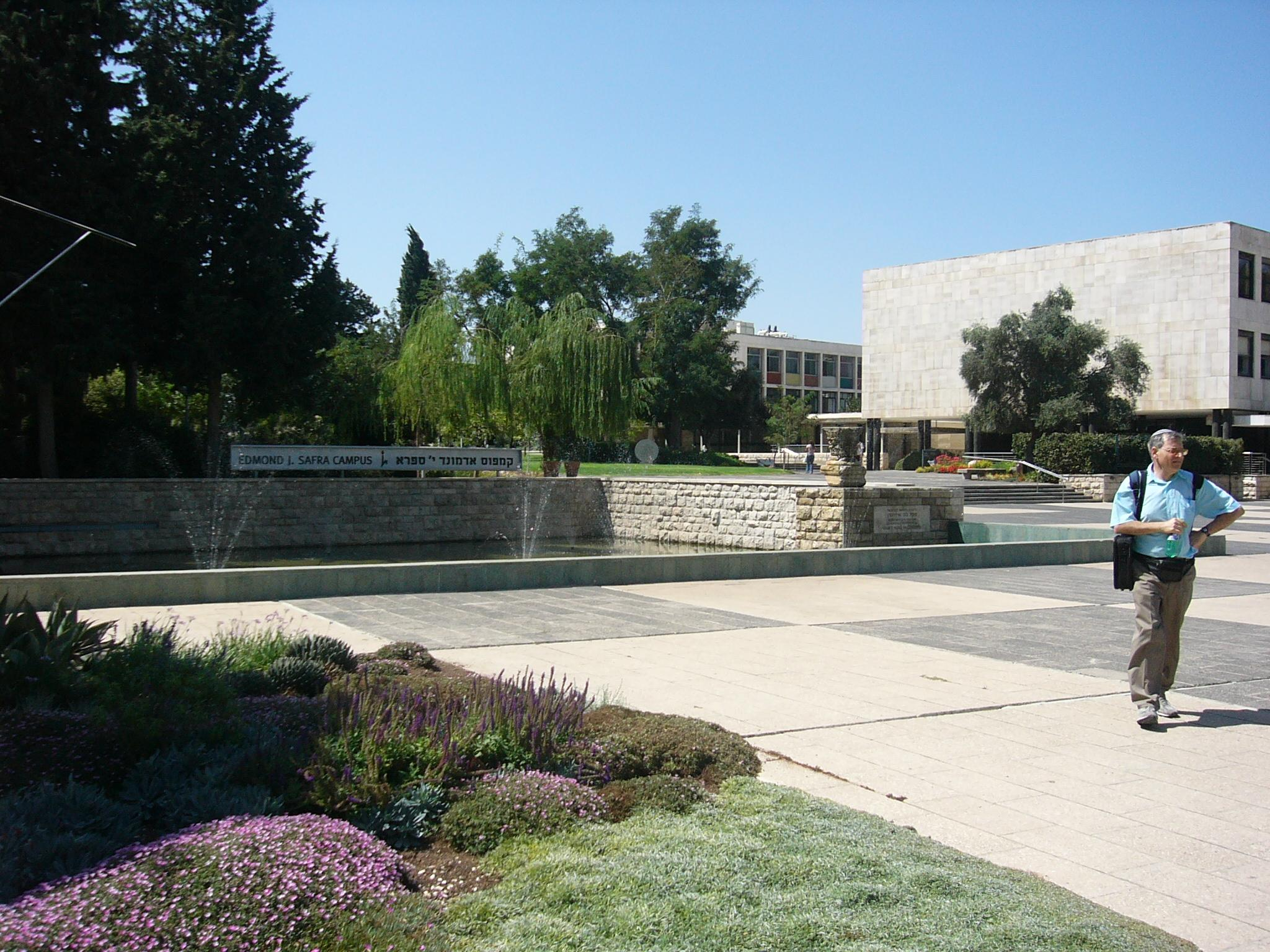
Campus de Givat Ram.

Cette université est composée de plusieurs facultés :
- Faculté de lettres
- Faculté des sciences sociales
- Faculté de droit et de criminologie
- Faculté des sciences
- Faculté de médecine et de chirurgie dentaire
- Faculté d'agriculture, de nutrition et de qualité de l'environnement

### Origine des étudiants
En 2002, sur les 23 000 étudiants estimés par l’Université hébraïque, environ 20 % sont arabes et environ 1 500 sont étrangers.

## Classements
En 2006, l'Université hébraïque est classée 60e dans le monde selon le classement produit par l'université Jiao-tong de Shanghaiï et la première du Moyen-Orient. 
En 2012, le Center for World University Rankings a classé l'Université hébraïque 22e mondiale (95e en 2018) et deuxième d'Israël dans son classement CWUR World University Rankings alors qu'une autre enquête l'a classé comme la 9e meilleure université du monde pour travailler, la 2e meilleure à l'extérieur des États-Unis et la 1e en dehors du monde anglo-saxon.
En 2017, le département de mathématiques de l'université hébraïque a été classé 11e au monde dans le classement de Shanghai devant des départements prestigieux tels que ceux des universités Harvard, Berkeley, Columbia ou de l'Imperial College London.
En 2023, elle est classée 80e mondiale selon l'université Jiao-tong de Shanghaï.

## Bibliothèques

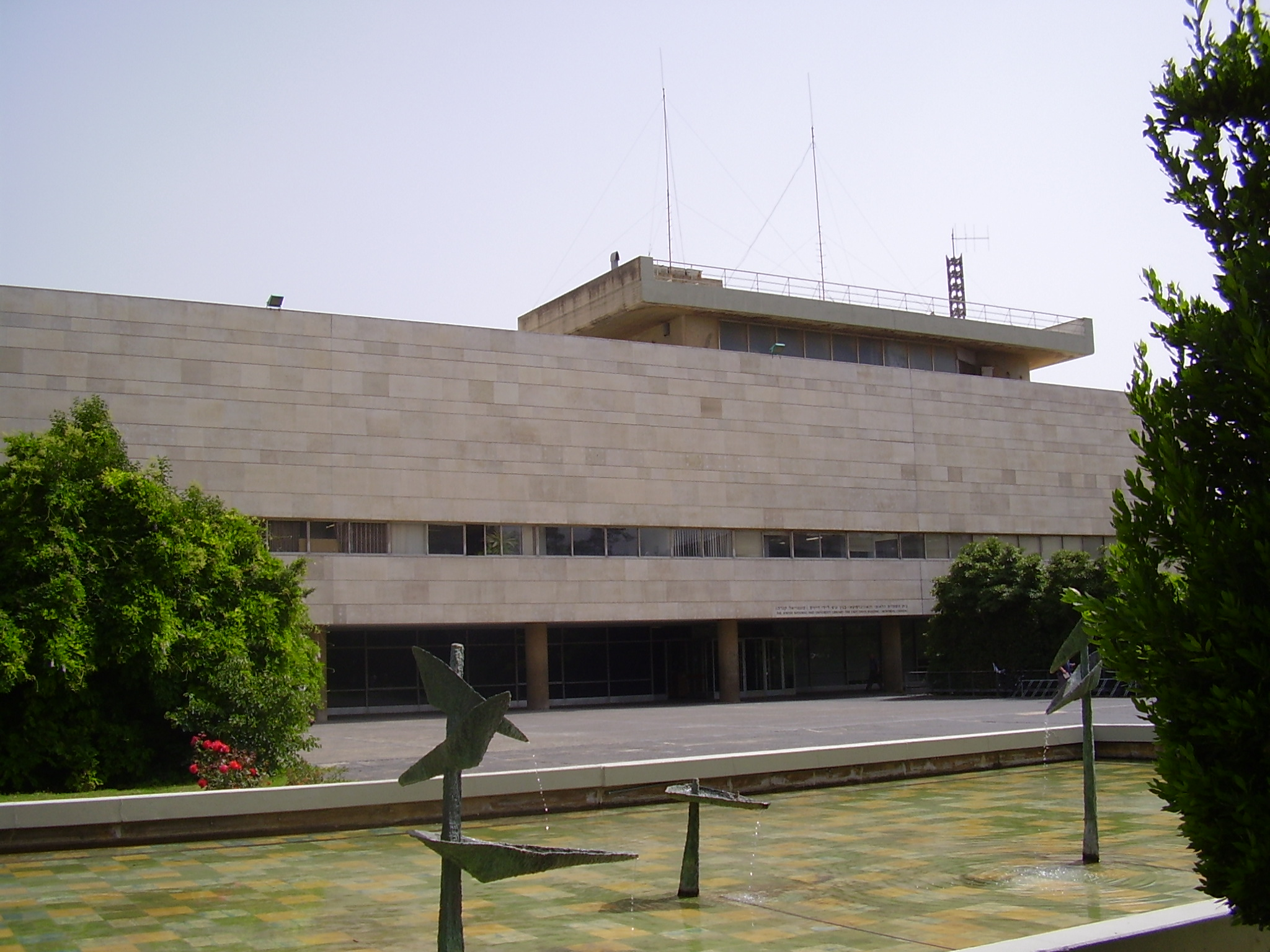
Bibliothèque nationale d'Israël.

Historiquement, la Bibliothèque nationale juive était la bibliothèque centrale de l'université ainsi que l'une des plus impressionnantes collections de livres et de manuscrits au monde. C'était aussi la plus vieille section de l'université. Fondée en 1892, en tant que centre mondial pour la préservation des livres relatifs à la pensée juive et à la culture juive, elle joua le rôle d'une bibliothèque universitaire centrale jusqu'en 1920. Ses collections hébraïques et juives sont les plus grandes du monde.
Elle contient tous les livres publiés en Israël, et essaye d'acquérir tous les livres en relation avec Israël, l’hébreu et le monde juif publiés dans le monde entier.
Elle possède plus de 5 millions de livres et des milliers d'articles dans des sections spéciales, nombre d'entre eux sont uniques.
On peut y trouver les Archives d'Albert Einstein, les manuscrits en hébreu, la collection de cartes d'Eran Laor, la collection scientifique d'Edelstein, la collection Gershom Scholem, et une collection unique des manuscrits et écritures précoces de Maïmonide. Cette bibliothèque a désormais pris son autonomie en vertu de la National Library Law.
Depuis 2003, une « autorité de la bibliothèque » administre les nombreuses autres bibliothèques de l'université. Parmi celles-ci :
- Bibliothèque scientifique Avraham Harman (en), Givat Ram
- Bibliothèque des mathématiques et des sciences informatiques, Givat Ram
- Bibliothèque des sciences de la terre, Givat Ram
- Bibliothèque des sciences humaines et sociales, Mt. Scopus
- Bibliothèque Bernard G. Segal de Loi, Mt. Scopus
- Bibliothèque d'archéologie, Mt. Scopus
- Bibliothèque Moses Leavitt sur le travail social, Mt. Scopus
- Bibliothèque centrale d'éducation Zalman Aranne, Mt. Scopus
- Bibliothèque de l'école internationale Rothberg, Mt. Scopus
- Bibliothèque nationale médicale Muriel et Philip I., Ein Kerem
- Bibliothèque centrale des sciences agricoles, Rehovot
- Bibliothèque Roberta et Stanley Bogen de l'Institut de recherche pour la paix Harry S. Truman, Mt. Scopus

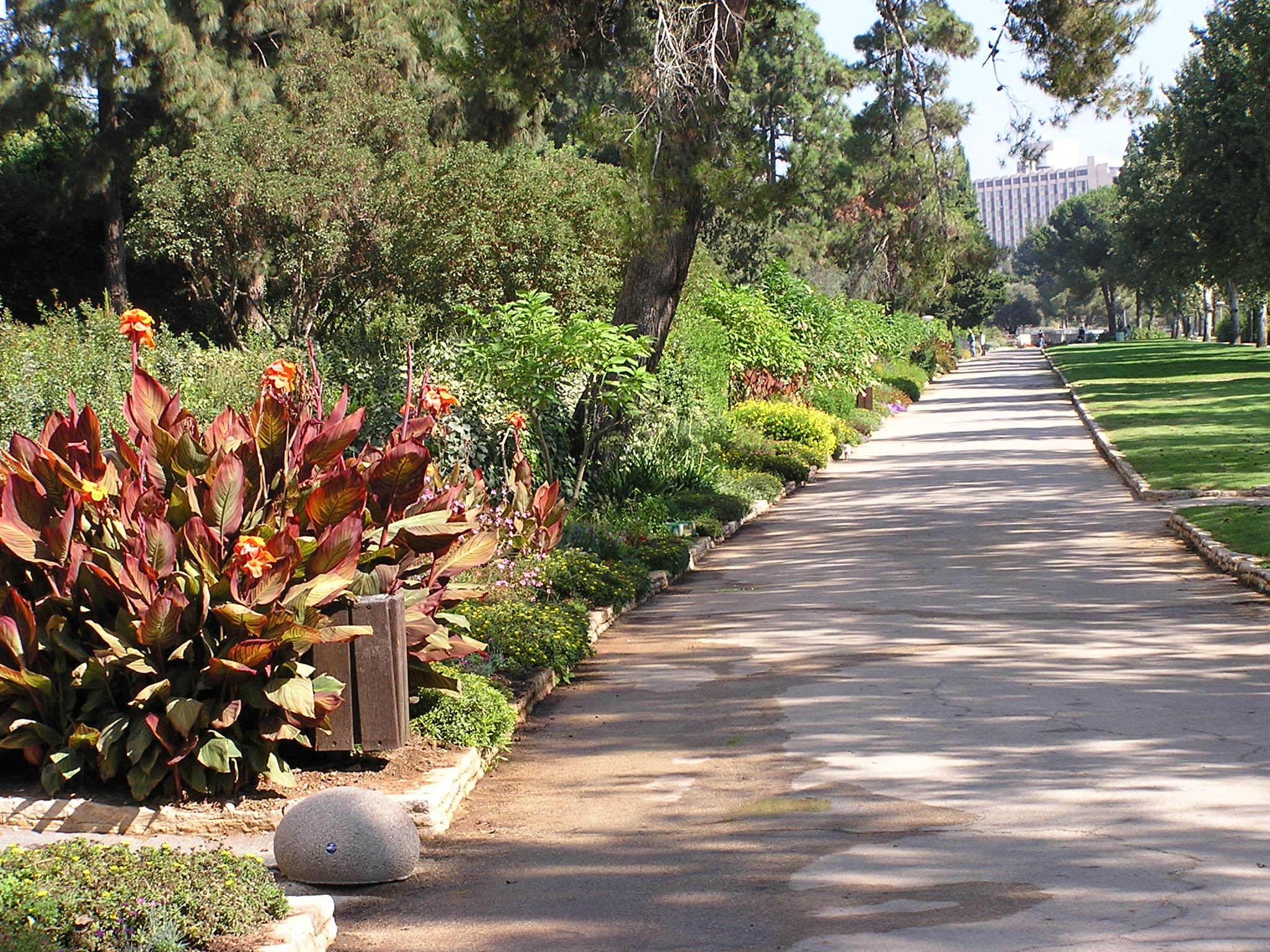
Campus de Givat Ram.

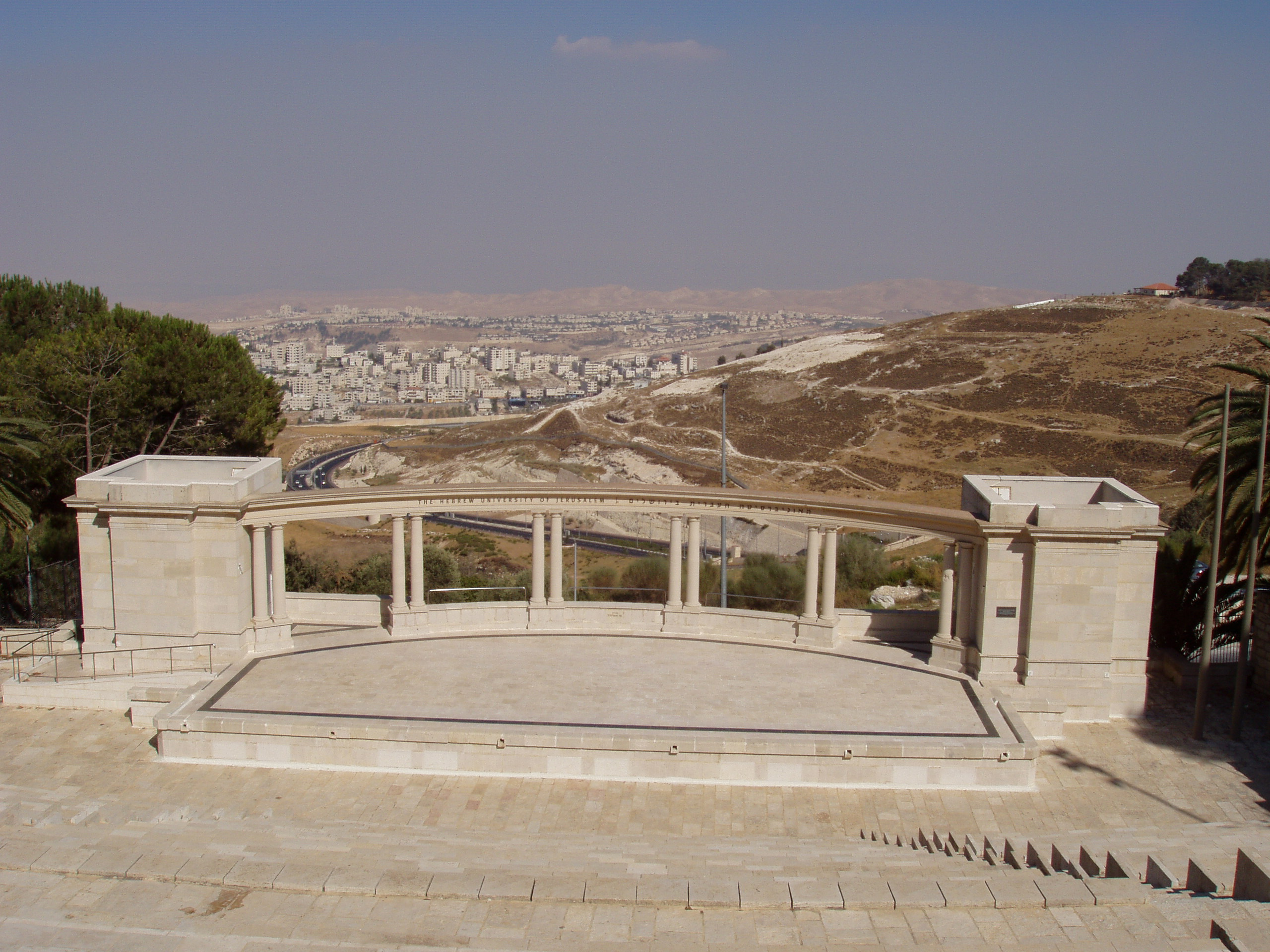
Le théâtre sur le mont Scopus.

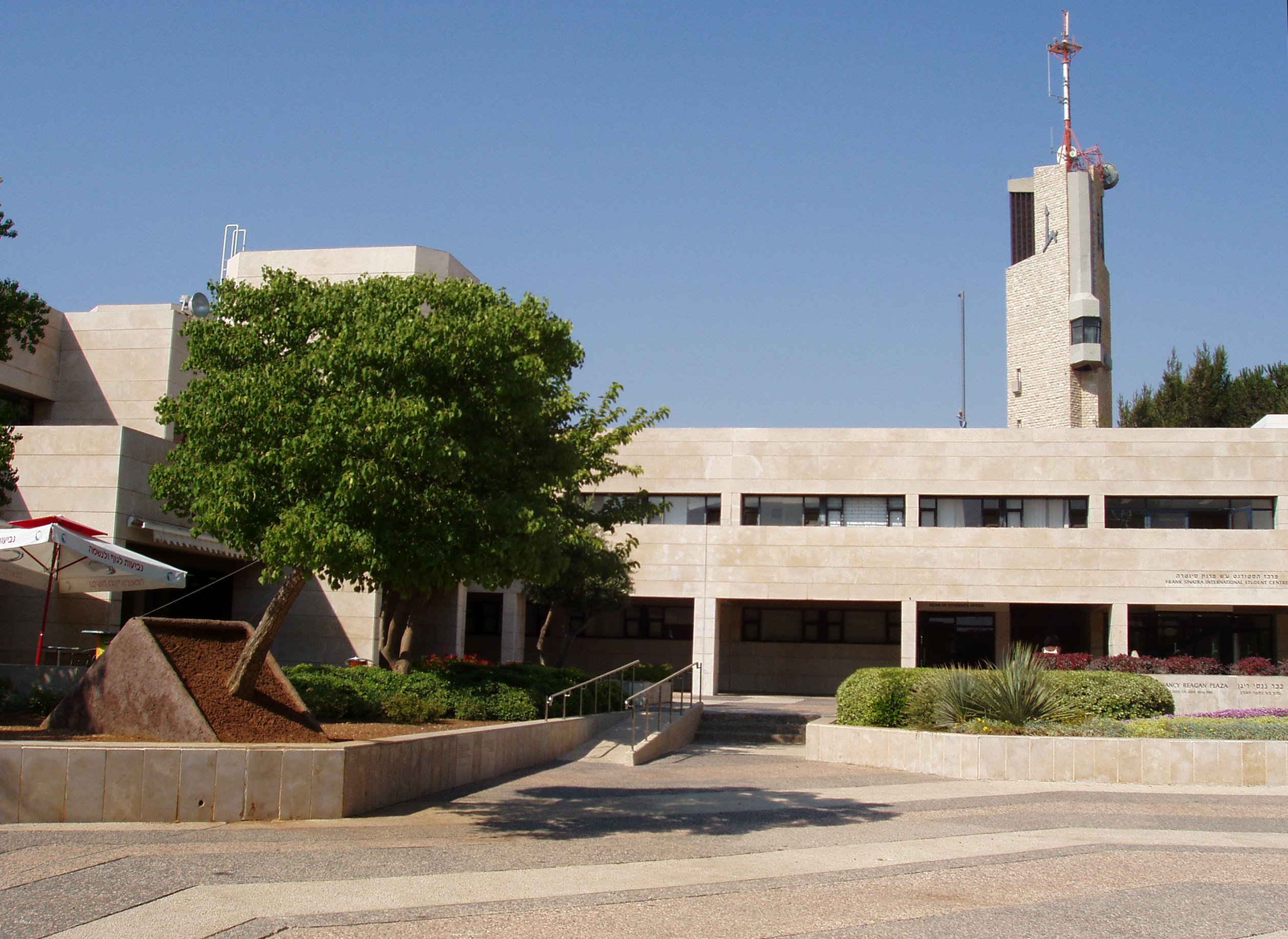
Campus du mont Scopus.

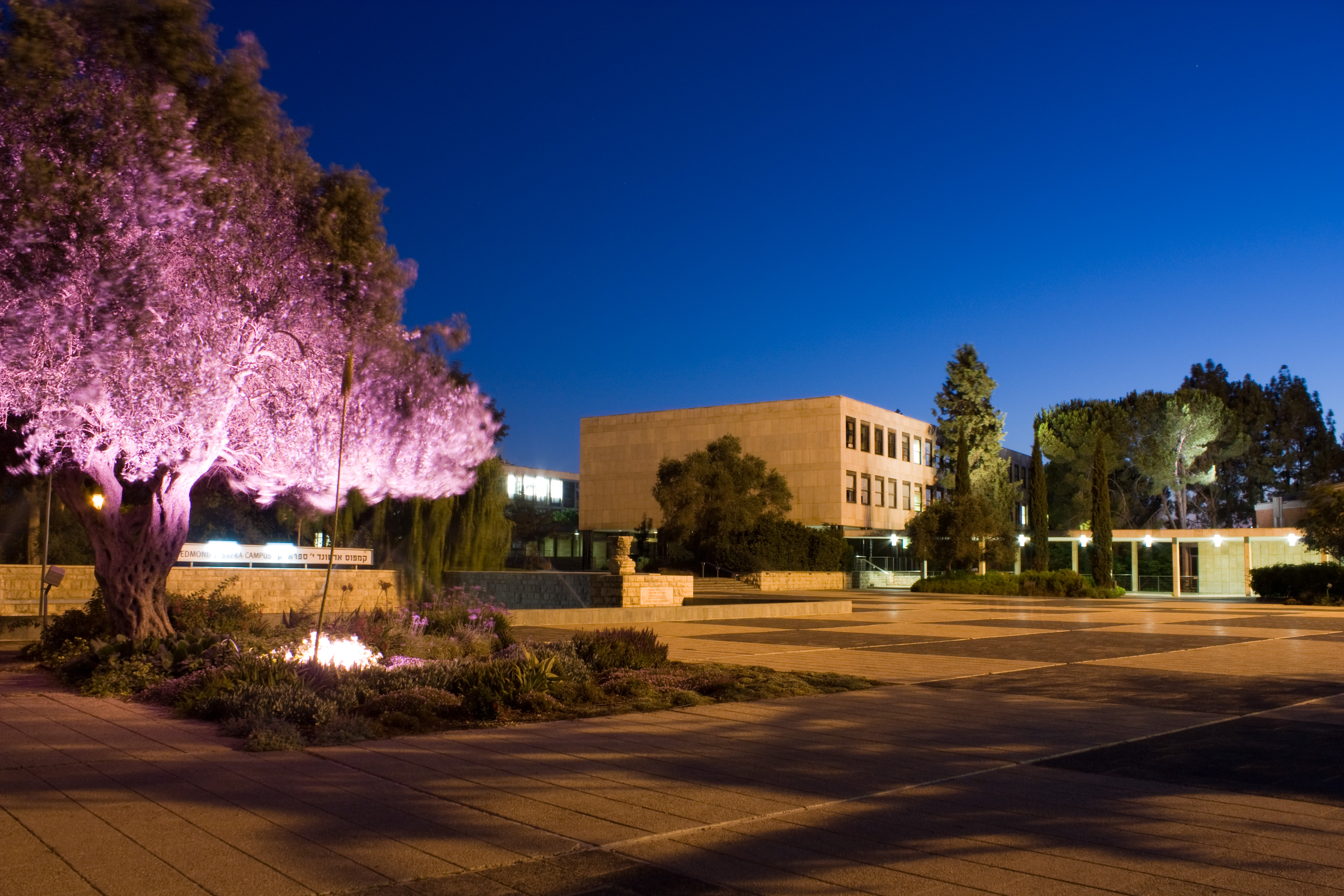
Givat Ram Campus la nuit.

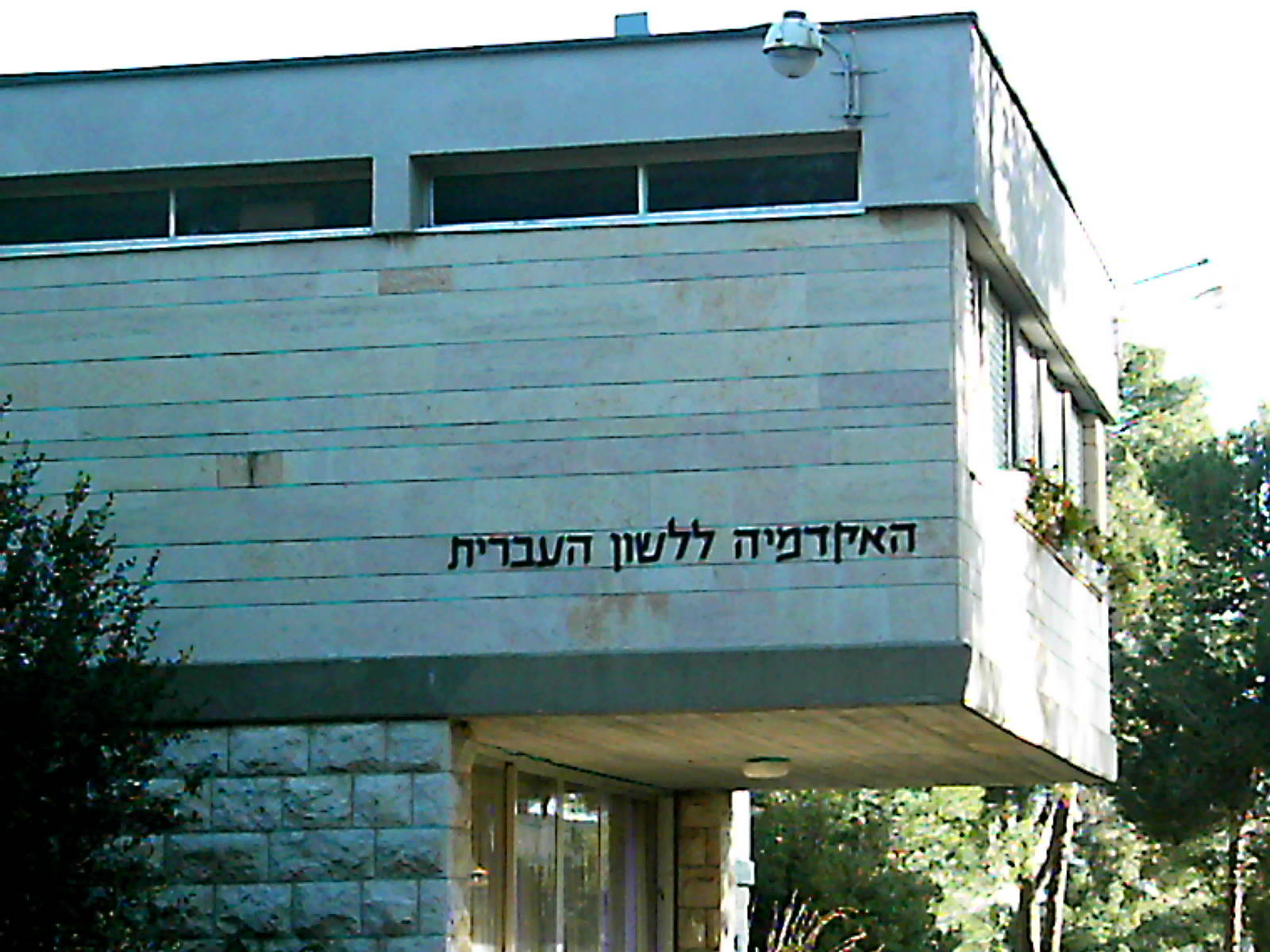
Académie de la langue hébraïque.

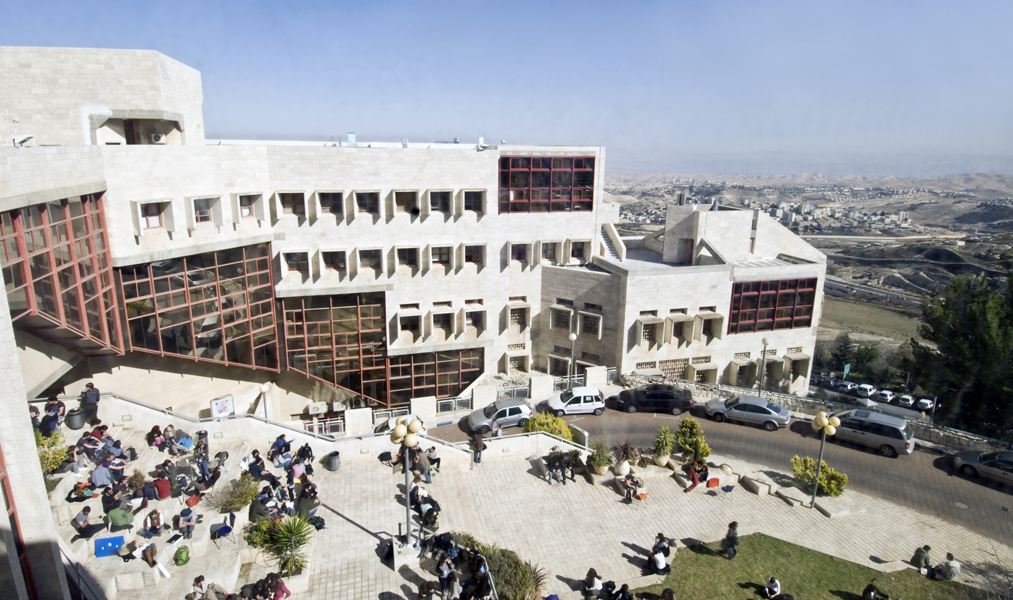
École des beaux-arts de Bezalel.

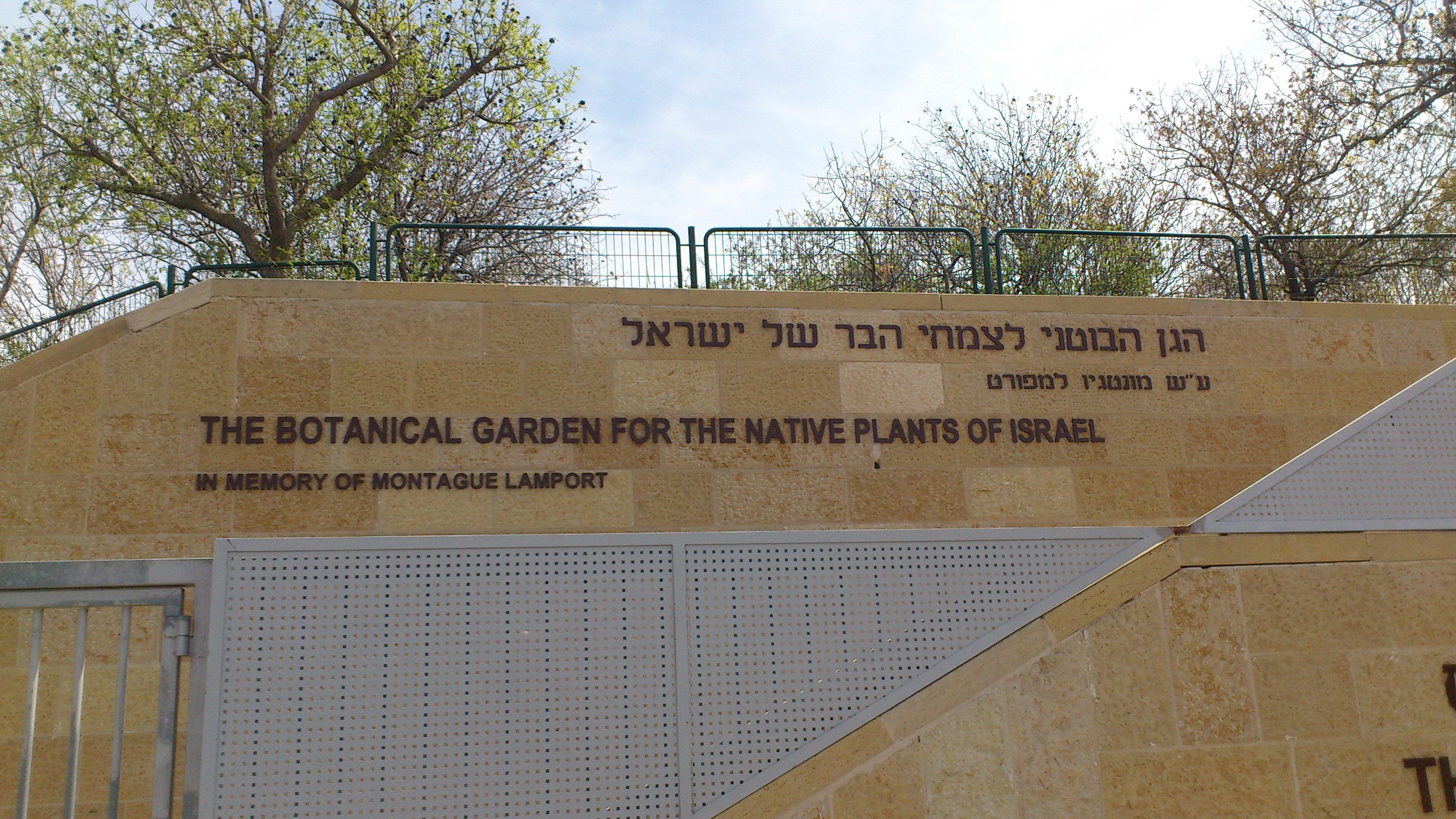
Jardin botanique national d'Israël.

## Campus
En 2003, l'université a quatre campus - trois dans les limites municipales de Jérusalem (au mont Scopus, à Givat Ram et à Ein Kerem), et un à Rehovot. Elle compte environ 23 000 étudiants.

### Mont Scopus
Le mont Scopus (hébreu : Har HaTzofim הר הצופים), dans la partie est de Jérusalem, est l'endroit où se trouvent la faculté des sciences humaines, la faculté des sciences sociales, la faculté de travail social, la faculté d'éducation, la faculté de droit, l'École de commerce, l'École internationale Rothberg, le Centre étudiant international Frank Sinatra, le quartier général de Hillel Israel, l'Institut de recherche pour l'avancement de la paix Harry S. Truman, l'Institut d'études juives Mandel ainsi que l'École de politique publique, récemment créée.

### Givat Ram (Edmund J. Safra)
Le campus Givat Ram, situé dans la partie centrale de la ville (Knesset, Bureaux du Premier ministre, etc.), contient les départements scientifiques et informatiques.

### Ein Kerem
Le campus Ein Kerem est situé dans le même complexe que l'hôpital Hadassah d'Ein Karem. Même si les principaux objectifs de ce campus sont les départements médicaux et dentaires de l'université, se trouve également le département de biologie moléculaire. Il est desservi depuis le 27 février 2025 par le tramway.

### Rehovot
La Faculté d'Agriculture et l'École vétérinaire sont situés dans la ville de Rehovot.

## Personnalités liées à l'université

### Professeurs
- Robert Aumann, mathématicien, prix Nobel d'économie en 2005
- Elon Lindenstrauss, mathématicien, médaille Fields en 2010
- Martin Buber, philosophe et pédagogue austro-israélien
- Leah Goldberg, femme de lettres israélienne
- Abraham Adolf Fraenkel, mathématicien qui a donné son nom à l'axiome de Zermelo-Fraenkel de la théorie des ensembles.
- Eva Illouz, sociologue franco-israélienne enseignant aux États-Unis, à l’Université Princeton
- Daniel Kahneman, économiste et psychologue israélo-américain, prix Nobel d'économie
- Saharon Shelah, mathématicien
- Gershom Scholem, historien, philosophe et théologien
- Zeev Sternhell, historien
- Michael Rabin, informaticien, coinventeur de l'algorithme de Rabin-Karp et du test de primalité de Miller-Rabin
- Eleazar Sukenik, archéologue, qui joua un rôle central dans l'établissement du département d'archéologie de l'université
- Avi Wigderson, informaticien
- Chana Safrai, universitaire
- Sheizaf Rafaeli, chercheur en communication virtuelle
- Ruth Berman, linguiste
- Benjamin Kedar-Kopfstein, professeur israélien émérite et spécialiste de l'hébreu biblique.

### Étudiants
- Ehud Barak, ancien Premier ministre d'Israël
- Floriane Chinsky, première femme rabbin de Belgique
- Aaron Ciechanover, biologiste, prix Nobel de chimie en 2004
- Yael Dayan, femme politique israélienne
- Tamara Awerbuch-Friedlander, biomathématicienne américaine et scientifique en santé publique
- David Gross, physicien, prix Nobel de physique en 2004
- Ariel Gispan, bioinformaticien
- Avram Hershko, chimiste, prix Nobel de chimie en 2004
- Daniel Kahneman, économiste, prix Nobel d'économie en 2002
- Moshe Katsav, ancien président d'Israël
- Elisabeth Goldschmidt, généticienne
- Eveline Goodman-Thau, universitaire et première femme rabbin en Autriche
- Ehud Olmert, ancien Premier ministre d'Israël
- Amos Oz, écrivain
- Esther Perel, psychothérapeute belgo-américaine
- Sylvia Schein, historienne israélienne spécialiste des croisades
- Ariel Sharon, ancien Premier ministre d'Israël
- Michael Szwarc, chimiste, prix de Kyoto, inventeur de la polymérisation vivante
- Yochanan Vollach, footballeur, président du Maccabi Haïfa, CEO
- Ada Yonath, prix Nobel de chimie en 2009
- Nir Barkat, homme d'affaires et maire de Jérusalem
- Alain Goldman, réalisateur et producteur de films
- Natalie Portman, actrice israélo-américaine
- Lucy Aharish, journaliste
- Galia Sabar, professeure d'études africaines